# Margaret Boden
Margaret Ann Boden (26 de noviembre de 1936-18 de julio de 2025) fue una profesora de investigación de ciencia cognitiva en el departamento de informática en la Universidad de Sussex, donde su trabajo abarca los campos de inteligencia artificial, psicología, filosofía, ciencia cognitiva e informática.

## Educación
Boden estudió en la City of London School for Girls en  1940 y 1950. En Newnham Universidad, Cambridge, se recibió con honores en ciencias médicas, consiguiendo la puntuación más alta de todos los cursos de Ciencias  Naturales de la universidad. En 1957  estudió Historia de filosofía moderna en la Unidad de Investigación de Lenguas de Cambridge dirigida por Margaret Masterman.

## Carrera
Boden fue nombrada profesora de filosofía en la  Universidad de Birmingham en 1959. Se convirtió en becaria de Harkness en la Universidad de Harvard de 1962 a 1964, luego regresó a Birmingham por un año antes de pasar a una cátedra de filosofía y psicología en la Universidad de Sussex en 1965, donde más tarde fue nombrada Reader y luego Profesora. Fue galardonada con un doctorado en psicología social (especializada en estudios cognitivos) por Harvard en 1968.
Ella reconoce que la lectura de "Planes y la estructura de la conducta" (Plans and the structure of behavior) de Miller le dio la comprensión de que los enfoques del programa de computadora podrían aplicarse a toda la psicología.
Fue la fundadora de la Facultad de Ciencias Cognitivas y de la Computación de la Universidad de Sussex (COGS), precursora del actual Departamento de Informática de la universidad. Desde 1997 es profesora de investigación en ciencias cognitivas en el Departamento de Informática, donde su trabajo abarca los campos de la inteligencia artificial, la psicología, la filosofía, la ciencia cognitiva y la informática.
Boden fues miembro del consejo editorial de la revista El Rutherford.

### Medios de comunicación
En octubre de 2014 y enero de 2015, fue entrevistada por Jim Al-Khalili en la BBC Radio Four La Vida Científica.
En febrero de 2017 participó, junto con otros investigadores, en un debate organizado por la Academia Británica sobre la disposición de los humanos para desarrollar relaciones románticas con robots.

## Obra
- Purposive Explanation in Psychology (Harvard University Press, 1972);
- Artificial Intelligence and Natural Man (1977/1987: 2nd edn., MIT Press), ISBN 978-0-262-52123-9
- Piaget (Fontana Modern Masters 1979; 2nd edn. Harper Collins, 1984);
- The Case for a Cognitive Biology. (In Proceedings of the Aristotelian Society, 54: 25–40, with Susan Khin Zaw, 1980);
- Minds and Mechanisms (Cornell University Press, 1981);
- Computer Models of Mind: Computational approaches in theoretical psychology (Cambridge University Press, 1988), ISBN 978-0-521-27033-5
- Artificial Intelligence in Psychology: Interdisciplinary Essays (MIT Press, 1989), ISBN 978-0-262-02285-9
- The Philosophy of Artificial Intelligence, ed. (Oxford Readings in Philosophy, Oxford University Press, 1989/90), ISBN 978-0-19-875155-7
- The Creative Mind: Myths and Mechanisms (Weidenfeld/Abacus & Basic Books, 1990; 2nd edn. Routldge, 2004), ISBN 978-0-415-31453-4
- Dimensions of Creativity, ed. (MIT Press, 1994);
- The Philosophy of Artificial Life, ed. Oxford University Press, 1996).
- Artificial Intelligence (Handbook of Perception and Cognition, 2nd Ed, Academic Press Inc., 1996), ISBN 978-0-12-161964-0
- Mind As Machine: a History of Cognitive Science, (2 volumes, Oxford University Press, 2006), ISBN 978-0-19-929237-0 / ISBN 978-0-19-924144-6. Esto generó un desacuerdo público con Noam Chomsky.[7]
- AI: Its Nature and Future (2016), ISBN 978-0198777984

## Honores
- 2001: O.B.E. (Orden del Imperio Bitránico) por sus "servicios a ciencia cognitiva".
- Socia (y Vicepresidente anterior) de la Academia británica — y Presidente de su Sección de Filosofía hasta que julio de 2002.
- Miembro del Academia Europaea.
- Socia de la Asociación americana para Inteligencia Artificial (AAAI).
- Socia del europeo Coordinando Comité para Inteligencia Artificial (ECCAI).
- Socia de la sociedad del Reino Unido para Inteligencia Artificial y el Simulacro de Comportamiento.
- Miembro de Consejo del Instituto Real de Filosofía.
- Vicepresidente anterior (y Presidente de Consejo) de la Institución Real de Gran Bretaña.
- En abril de 2004 recibió un título honorífico de Doctor de la Universidad Abierta.